# Gens Epidia
La gens Epidia fue una familia de plebeyos de la Antigua Roma. Los primeros miembros que consiguieron alguna importancia vivieron durante el siglo I a. C.

## Origen
El retórico Epidius reclamó ser descendiente de Epidius Nuncionus, una deidad rural, que parece haber sido adorada en las orillas del Sarnus.

## Miembros
- Epidius, un retórico latino del primer siglo a. C., que enseñó a Marco Antonio y a Augusto.[2]
- Gaius Epidius Marullus, tribuno de la plebe en 44 a. C., quitó, conjuntamente con su colega, Lucius Caesetius Flavus, la diadema que había sido colocada en la estatua de Julio César, e intentó llevar a juicio a las personas que habían saludado al dictador como rey. César, en consecuencia, le privó del tribunado, con ayuda del tribuno Helvio Cina, y le expulsó del senado.[3][4][5][6][7][8]
- Lucio Epidio Ticio Aquilino, cónsul en 125